# Trygve Haavelmo
Trygve Magnus Haavelmo (Skedsmo, 13 dicembre 1911 – Oslo, 28 luglio 1999) è stato un economista norvegese, particolarmente interessato a condurre ricerche nei campi dell'econometria e delle teorie economiche. Nel 1989 ricevette il Premio Nobel per l'economia.
Durante la seconda guerra mondiale collaborò nel dipartimento di statistica della Nortraship, in quel tempo la maggiore organizzazione mondiale di spedizioni. Concluse il dottorato nel 1946.
Fu professore di economia e statistica all'Università di Oslo tra il 1948 e il 1979. Nel campo degli studi macroeconomici, con il suo Multiplier effects of a balanced budget del 1945, espose il teorema del bilancio in pareggio, chiamato anche teorema di Haavelmo che dimostra la possibilità del governo di accrescere il prodotto interno lordo nazionale, (PIL), mediante opportune manovre di bilancio e tassazione.

## Biografia
Nonostante la sua giovane età, Haavelmo si laureò in economia politica presso l'Università di Oslo a 22 anni.  Dal 1933 in poi, Haavelmo fu assunto come assistente da Ragnar Frisch e fu fortemente influenzato da lui. Nel 1938-39, Haavelmo fu docente all'Università di Aarhus in Danimarca prima di andare negli Stati Uniti nel 1939 come borsista Fulbright. Lì condusse ricerche in varie università americane nel 1939-47 e fu invitato alla Cowles Foundation dell'Università di Yale nel 1946-47. Fu anche in grado di studiare statistica con Jerzy Neyman. Haavelmo ha queste queste circostanze come fortuna perché questi soggiorni hanno contribuito a una comprensione più profonda delle questioni econometriche. La sua tesi di dottorato – The Probability Approach in Econometrics – fu completata ad Harvard nel 1941 e presentata all'Università di Oslo dopo la fine della seconda guerra mondiale. Nel 1948 fu nominato professore ordinario, posizione che mantenne fino al suo pensionamento nel 1979.
Oltre alla sua carriera accademica, Haavelmo lavorò anche come statistico alla Nortraship di New York dal 1942 al 1944. Nel 1945 fu addetto commerciale presso l'ambasciata norvegese a Washington. Quando tornò a Oslo nel 1947, diresse un ufficio governativo che preparò i piani economici nazionali. Svolse per un anno  un ruolo di primo piano nella ricostruzione dell'economia norvegese. Nel 1965, Haavelmo si impegnò in politica quando divenne membro del Comitato di Politica Economica del Partito dei Lavoratori.
Nel 1976 è stato nominato membro dell'American Academy of Arts and Sciences.

### Ricerca
Il lavoro di Haavelmo si è concentrato sullo sviluppo dell'analisi econometrica e sulla sua applicazione all'economia. È meglio conosciuto per il suo articolo del 1943 Le implicazioni statistiche di un sistema di equazioni simultanee. Questo articolo introdusse il concetto di modello ad equazioni simultanee e pose le basi per l'applicazione della teoria della probabilità nella teoria economica. Inoltre, questo articolo ha portato a un discorso scientifico più ampio sull'analisi causale.  Haavelmo pubblicò anche la sua tesi di dottorato nel 1944 intitolata The Probability Approach in Econometrics, che formò le basi per l'econometria moderna. Questa ricerca ha anche contribuito allo sviluppo di modelli economici stocastici.
Per la sua formulazione dei fondamenti probabilistici dell'econometria, ricevette il premio Nobel per l'economia nel 1989. Il premio riconobbe l'importanza della ricerca di Haavelmo nello sviluppo degli strumenti necessari per analizzare i dati economici e trarre conclusioni significative. La ricerca di Haavelmo dette agli economisti l'opportunità di testare le teorie economiche e fare previsioni più accurate. Il suo lavoro ha avuto un'influenza duratura sul campo.
Da lui prese il nome il teorema di Haavelmo, secondo il quale un aumento della spesa pubblica può portare a una ripresa economica anche se la spesa aggiuntiva è finanziata dalle entrate fiscali e quindi la domanda privata è limitata. La ripresa economica è generata da un cosiddetto effetto moltiplicatore.

## Opere
- A dynamic study of pig production in Denmark, serie "Studier fra Aarhus universitets Økonomiske Institut", n. 4, København, E. Munksgaard, 1939.
- On the theory and measurement of economic relations, Cambridge, Mass., 1941.
- The elements of Frisch's confluence analysis, Cambridge, Mass., 1941.
- The probability approach in econometrics, serie "Econometrica", Chicago, Econometric Society, 1944.
- Multiplier effects of a balanced budget, serie "Cowles Commission Papers", n. 12, Chicago, 1945.
- The elements of Frisch's confluence analysis, Universitetet i Oslo, Socialøkonomiske institutt, 1951.
- A study in the theory of economic evolution, North-Holland, 1954.
- A study in the theory of investment, University of Chicago Press, 1960.
- The race between population and economic progress, Oslo, University of Oslo, 1961.
- On the dynamics of global economic inequality, University of Oslo, 1980.